# Šime Vučetić
Šime Vučetić (Vela Luka, 21. ožujka 1909. – Zagreb, 28. srpnja 1987.), hrvatski književnik. Brat je poznate zadarske kulturne djelatnice Vesne Vučetić-Matanić.
Osnovnu školu završio je u zavičaju, gimnaziju u Splitu i učiteljsku školu u Dubrovniku. Do 1941. radio je kao učitelj po dalmatinskim selima, a zatim u Splitu radi kao član redakcije Slobodne Dalmacije. Od 1947. g. živi u Zagrebu gdje se bavi istaknutim kulturnim radom, a od 1964. je slobodni profesionalni književnik te potom član Akademije znanosti i umjetnosti. Bio je članom Inicijativnog odbora (8. prosinca 1968. u Žminju) za osnivanje Sabora Čakavskog pjesništva. Za svoj književni rad dobio je i mnoga priznanja npr. Nagradu Društva književnika Hrvatske i Nagradu "Vladimir Nazor" za životno djelo. Umro je u Zagrebu 28. srpnja 1987.g.
Šime Vučetić bio je vrstan esejist. Objevio je zbirke eseja "Između dogme i apsurda" te "Granice" u kojima razmatra mnoge suvremene društvene i književne probleme. Isto tako je pisao kritike, studije i oglede o mnogim hrvatskim književnicima, npr. o Marku Maruliću, Antunu Gustavu Matošu, Miroslavu Krleži i drugima. Osim toga priredio je i veći broj dijela naših književnika, a sastavljao je i antologije i zbornike.
Kao i većina književnika tako je i Šime Vučetić prošao kroz nekoliko faza u svom stvaranju. Prvu fazu čine njegove mladenačke pjesme okupljene u zbirkama "Svanuća" i "Pjesme Ilije Labana". Iako smještene u zavičajni prostor, tu ga ne zaokupljaju pejzaži koliko ljudske sudbine: sudbine matera bez sinova, sinova bez domovine i sl.
U drugoj fazi pjesničke teme su podređene slikovitosti i metaforičnosti. Zbirke pjesama: "Ljubav i čovjek" ,"Rude na ogledalu".
Treću fazu čine zbirke "Putnik" i "Iza pozornice" u kojima progovara o utjecajima povijesnih zbivanja na suvremenog čovjeka.
Posljednje svoje pjesme objavio je u zbirci "Pjesni razlike" gdje se ponovo vraća zavičaju i čakavskoj lirici.
U autobiografskom zapisu "Moram zapisati" Šime Vučetić otvoreno progovara o kraju odakle je potekao, ali i o svojim roditeljima:
"Rodio sam se u Veloj Luci na otoku Korčuli i rado u zagradama pišem one brojke što se blesavo zovu datumom rođenja (21. ožujka 1909.). Rođen sam dakle na moru, u selu, ribarskom, težačkom, pomoračkom. I živio sam na selu cijelo tzv. djetinjstvo, a moj prvi izlet bio je opet u susjedno selo, u Blato (1915.)..."
"Kadkada sam, nehotice, promatrao očeve radne ruke, i materine u kuhinji: tako su mi te ruke izgledale čudnovate! Kad bi mati na primjer strigla svoje tri ovce! Kad bi otac okopavao lozu, oštrio pritke, brao travu držao vjedro vina! Kako je bio radišan moj otac. Od zore do kasno u mrak on je radio. On je živio starinskim životom, i za nova vremena nije brigao. Tako nije ni čudo da se u mojim pjesmama iznose slike sela, mora i zamlje. Ta se komponenta zadržala u mojoj poeziji sve do starosti. Bili su to komadići vedrine u teškim životnim prilikama."
Valja spomenuti da je na njegov poticaj hrvatska pjesnikinja Lucija Rudan počela pisati pjesme na čakavici, koje su ju kasnije i proslavile.
Njegov čakavski opus nije velik, no ne i neznatan. Jedini je izraziti dijalektalni pjesnik s otoka Korčule Nema ni jednu konkretnu čakavsku zbirku pjesama osim ciklusa Luške pisme, nastalog između 1964. i 1972. godine.

## Pjesme
- "Linšćak",
- "Luka u svitu",
- "Obrnu je vitar...",
- "Svićar".

## Djela
- "Svanuća",
- "Pjesme Ilije Labana",
- "Lovjek u razvalini",
- "Krležino književno djelo",
- "Svjetlost u rudniku",
- "To si ti ovdje".